# پارا-زایلین
پارا-زایلین (به انگلیسی: p-Xylene) از پایه بنزن با دو شاخه متیل است. پارازایلین یکی از ایزومرهای زایلین است، که در آن دو شاخه متیل در عرض یکدیگر و روی اتم‌های شماره ۱ و ۴ قرار می‌گیرند. فرمول شیمیایی پارازایلن C
8H
10 است. حرف P یا para نشان دهنده محل قرار گرفتن دو شاخه متیل در عرض یکدیگر بر روی حلقه بنزن است. پارازایلن به صورت گسترده در تولید ترفتالیک اسید برای پلی‌استر بکار برده می‌شود.
پس از بنزن، پارازایلین‌ها مهم‌ترین مواد آروماتیک محسوب می‌شود. پارازایلین به طور عمده برای تولید ماده DMT و PTA به مصرف می‌رسد. این ۲ محصول در ساخت پلی‌اتیلن ترفتالات به کار می‌رود که از آن، در ساخت و تولید پلی‌استرها، الیاف، فیلم عکاسی و بطری‌های نوشابه استفاده می‌شود. طبق الگوی مصرف جهانی ۱۹ درصد پارازایلین در ساخت PTA و ۹ درصد در ساخت DMT به کار می‌رود. طریقه تولید پارازایلین به این ترتیب است که از نفت خام ابتدا نفتا و طی مراحلی بنزین پیرولیز به دست می‌آید، که مواد آروماتیک از این محصول (بنزین پیرولیز) تولید می‌شود. پارازایلن در ماده اولیه الیاف مصنوعی، ترفتالیک اسید، صنایع داروسازی، حشره‌کش‌ها و حلال‌ها مورد استفاده قرار می‌گیرد.